# Final de la Liga de Campeones Femenina de la UEFA 2023-24
La final de la Liga de Campeones Femenina de la UEFA 2023-24 fue disputada el día 25 de mayo de 2024 en el estadio de San Mamés en Bilbao, España.

## Finalistas
En negrita, las finales ganadas.
| Equipos           | Finales jugadas anteriormente | Finales jugadas anteriormente                                                             |
| ----------------- | ----------------------------- | ----------------------------------------------------------------------------------------- |
| Barcelona         | 4 (2)                         | 2018-19, 2020-21, 2021-22, 2022-23.                                                       |
| Olympique de Lyon | 10 (8)                        | 2009-10, 2010-11, 2011-12, 2012-13, 2015-16, 2016-17, 2017-18, 2018-19, 2019-20, 2021-22. |

## Sede de la Final
El 16 de julio de 2021, el Comité Ejecutivo de la UEFA anunció que, debido a la pérdida de los derechos de sede para la UEFA Euro 2020, el Estadio San Mamés en Bilbao recibió los derechos de organización para la final de 2024 y la final de la UEFA Europa League 2025. Esta decisión formó parte de un acuerdo de compensación por parte de la UEFA para reconocer los esfuerzos y la inversión financiera realizados para albergar la Eurocopa.
| España                                |                      |                      |                      |
| Ciudad                                | Estadio              |                      |                      |
| Bilbao                                | Estadio de San Mamés | Estadio de San Mamés | Estadio de San Mamés |
|                                       |                      |                      |                      |
| 53 331 espectadores                   |                      |                      |                      |
| Final Liga de Campeones femenina 2024 |                      |                      |                      |

## Partidos de clasificación para la Final
| GRUPO A             | Pts. | PJ | PG | PE | PP | GF | GC | Dif |
| ------------------- | ---- | -- | -- | -- | -- | -- | -- | --- |
| Barcelona           | 16   | 6  | 5  | 1  | 0  | 27 | 5  | 22  |
| Benfica             | 9    | 6  | 2  | 3  | 1  | 9  | 12 | –3  |
| Eintracht Fráncfort | 7    | 6  | 2  | 1  | 3  | 9  | 8  | 1   |
| Rosengård           | 1    | 6  | 0  | 1  | 5  | 3  | 23 | –20 |

| GRUPO B                    | Pts. | PJ | PG | PE | PP | GF | GC | Dif |
| -------------------------- | ---- | -- | -- | -- | -- | -- | -- | --- |
| Olympique de Lyon Femenino | 14   | 6  | 4  | 2  | 0  | 25 | 5  | 20  |
| Brann                      | 13   | 6  | 4  | 1  | 1  | 9  | 7  | 2   |
| Slavia Praga               | 5    | 6  | 1  | 2  | 3  | 3  | 13 | –10 |
| St. Pölten                 | 1    | 6  | 0  | 1  | 5  | 2  | 14 | –12 |

## Partido

### Ficha
| 13    | POR   | Catalina Coll          |       |
| 15    | DEF   | Lucy Bronze            |       |
| 2     | DEF   | Irene Paredes          |       |
| 23    | DEF   | Ingrid Engen           |       |
| 16    | DEF   | Fridolina Rolfö        | 66'   |
| 14    | MED   | Aitana Bonmatí         |       |
| 21    | MED   | Keira Walsh            | 90+2' |
| 12    | MED   | Patri Guijarro         |       |
| 10    | DEL   | Caroline Graham Hansen |       |
| 7     | DEL   | Salma Paralluelo       | 85'   |
| 9     | DEL   | Mariona Caldentey      | 90+2' |
| D. T. | D. T. | Jonatan Giráldez       |       |

| 1     | POR   | Christiane Endler    |     |
| 4     | DEF   | Selma Bacha          |     |
| 21    | DEF   | Vanessa Gilles       | 81' |
| 3     | DEF   | Wendie Renard        |     |
| 12    | DEF   | Ellie Carpenter      |     |
| 17    | MED   | Daniëlle van de Donk | 81' |
| 13    | MED   | Damaris Egurrola     |     |
| 26    | MED   | Lindsey Horan        |     |
| 20    | DEL   | Delphine Cascarino   | 63' |
| 6     | DEL   | Melchie Dumornay     |     |
| 11    | DEL   | Kadidiatou Diani     |     |
| D. T. | D. T. | Sonia Bompastor      |     |

| 22 | Defensa   | Ona Batlle      | 66'   |
| 24 | Delantero | Esmee Brugts    | 85'   |
| 11 | Delantero | Alexia Putellas | 90+2' |
| 6  | Delantero | Claudia Pina    | 90+2' |

| 7  | Centrocampista | Amel Majri    | 63' |
| 27 | Delantero      | Vicki Becho   | 81' |
| 14 | Delantero      | Ada Hegerberg | 81' |

| 63' · 90+5' | Aitana Bonmatí Alexia Putellas | 1:0 2:0 |

| 90+6' | Alexia Putellas |

| 70' · 90+8' | Wendie Renard Christiane Endler |

| Principal  | Rebecca Welch    |
| Asistentes | Natalie Aspinall |
|            | Emily Carney     |
| Cuarto     | Ivana Martinčić  |

| VAR            | Stuart Attwell  |
| Asistentes VAR | Katrin Rafalski |
|                | Katalin Kulcsár |

|  |                    |     |     |
|  | Tiros              | 14  | 13  |
|  | Tiros a puerta     | 4   | 2   |
|  | Faltas             | 9   | 12  |
|  | Saques de esquina  | 1   | 5   |
|  | Fueras de juego    | 1   | 2   |
|  | Posesión del balón | 58% | 42% |

| 13    | POR   | Catalina Coll          |       |
| 15    | DEF   | Lucy Bronze            |       |
| 2     | DEF   | Irene Paredes          |       |
| 23    | DEF   | Ingrid Engen           |       |
| 16    | DEF   | Fridolina Rolfö        | 66'   |
| 14    | MED   | Aitana Bonmatí         |       |
| 21    | MED   | Keira Walsh            | 90+2' |
| 12    | MED   | Patri Guijarro         |       |
| 10    | DEL   | Caroline Graham Hansen |       |
| 7     | DEL   | Salma Paralluelo       | 85'   |
| 9     | DEL   | Mariona Caldentey      | 90+2' |
| D. T. | D. T. | Jonatan Giráldez       |       |

| 1     | POR   | Christiane Endler    |     |
| 4     | DEF   | Selma Bacha          |     |
| 21    | DEF   | Vanessa Gilles       | 81' |
| 3     | DEF   | Wendie Renard        |     |
| 12    | DEF   | Ellie Carpenter      |     |
| 17    | MED   | Daniëlle van de Donk | 81' |
| 13    | MED   | Damaris Egurrola     |     |
| 26    | MED   | Lindsey Horan        |     |
| 20    | DEL   | Delphine Cascarino   | 63' |
| 6     | DEL   | Melchie Dumornay     |     |
| 11    | DEL   | Kadidiatou Diani     |     |
| D. T. | D. T. | Sonia Bompastor      |     |

| 22 | Defensa   | Ona Batlle      | 66'   |
| 24 | Delantero | Esmee Brugts    | 85'   |
| 11 | Delantero | Alexia Putellas | 90+2' |
| 6  | Delantero | Claudia Pina    | 90+2' |

| 7  | Centrocampista | Amel Majri    | 63' |
| 27 | Delantero      | Vicki Becho   | 81' |
| 14 | Delantero      | Ada Hegerberg | 81' |

| 63' · 90+5' | Aitana Bonmatí Alexia Putellas | 1:0 2:0 |

| 90+6' | Alexia Putellas |

| 70' · 90+8' | Wendie Renard Christiane Endler |

| Principal  | Rebecca Welch    |
| Asistentes | Natalie Aspinall |
|            | Emily Carney     |
| Cuarto     | Ivana Martinčić  |

| VAR            | Stuart Attwell  |
| Asistentes VAR | Katrin Rafalski |
|                | Katalin Kulcsár |

|  |                    |     |     |
|  | Tiros              | 14  | 13  |
|  | Tiros a puerta     | 4   | 2   |
|  | Faltas             | 9   | 12  |
|  | Saques de esquina  | 1   | 5   |
|  | Fueras de juego    | 1   | 2   |
|  | Posesión del balón | 58% | 42% |

| 13    | POR   | Catalina Coll          |       |
| 15    | DEF   | Lucy Bronze            |       |
| 2     | DEF   | Irene Paredes          |       |
| 23    | DEF   | Ingrid Engen           |       |
| 16    | DEF   | Fridolina Rolfö        | 66'   |
| 14    | MED   | Aitana Bonmatí         |       |
| 21    | MED   | Keira Walsh            | 90+2' |
| 12    | MED   | Patri Guijarro         |       |
| 10    | DEL   | Caroline Graham Hansen |       |
| 7     | DEL   | Salma Paralluelo       | 85'   |
| 9     | DEL   | Mariona Caldentey      | 90+2' |
| D. T. | D. T. | Jonatan Giráldez       |       |

| 1     | POR   | Christiane Endler    |     |
| 4     | DEF   | Selma Bacha          |     |
| 21    | DEF   | Vanessa Gilles       | 81' |
| 3     | DEF   | Wendie Renard        |     |
| 12    | DEF   | Ellie Carpenter      |     |
| 17    | MED   | Daniëlle van de Donk | 81' |
| 13    | MED   | Damaris Egurrola     |     |
| 26    | MED   | Lindsey Horan        |     |
| 20    | DEL   | Delphine Cascarino   | 63' |
| 6     | DEL   | Melchie Dumornay     |     |
| 11    | DEL   | Kadidiatou Diani     |     |
| D. T. | D. T. | Sonia Bompastor      |     |

| 22 | Defensa   | Ona Batlle      | 66'   |
| 24 | Delantero | Esmee Brugts    | 85'   |
| 11 | Delantero | Alexia Putellas | 90+2' |
| 6  | Delantero | Claudia Pina    | 90+2' |

| 7  | Centrocampista | Amel Majri    | 63' |
| 27 | Delantero      | Vicki Becho   | 81' |
| 14 | Delantero      | Ada Hegerberg | 81' |

| 63' · 90+5' | Aitana Bonmatí Alexia Putellas | 1:0 2:0 |

| 90+6' | Alexia Putellas |

| 70' · 90+8' | Wendie Renard Christiane Endler |

| Principal  | Rebecca Welch    |
| Asistentes | Natalie Aspinall |
|            | Emily Carney     |
| Cuarto     | Ivana Martinčić  |

| VAR            | Stuart Attwell  |
| Asistentes VAR | Katrin Rafalski |
|                | Katalin Kulcsár |

|  |                    |     |     |
|  | Tiros              | 14  | 13  |
|  | Tiros a puerta     | 4   | 2   |
|  | Faltas             | 9   | 12  |
|  | Saques de esquina  | 1   | 5   |
|  | Fueras de juego    | 1   | 2   |
|  | Posesión del balón | 58% | 42% |

| 13    | POR   | Catalina Coll          |       |
| 15    | DEF   | Lucy Bronze            |       |
| 2     | DEF   | Irene Paredes          |       |
| 23    | DEF   | Ingrid Engen           |       |
| 16    | DEF   | Fridolina Rolfö        | 66'   |
| 14    | MED   | Aitana Bonmatí         |       |
| 21    | MED   | Keira Walsh            | 90+2' |
| 12    | MED   | Patri Guijarro         |       |
| 10    | DEL   | Caroline Graham Hansen |       |
| 7     | DEL   | Salma Paralluelo       | 85'   |
| 9     | DEL   | Mariona Caldentey      | 90+2' |
| D. T. | D. T. | Jonatan Giráldez       |       |

| 1     | POR   | Christiane Endler    |     |
| 4     | DEF   | Selma Bacha          |     |
| 21    | DEF   | Vanessa Gilles       | 81' |
| 3     | DEF   | Wendie Renard        |     |
| 12    | DEF   | Ellie Carpenter      |     |
| 17    | MED   | Daniëlle van de Donk | 81' |
| 13    | MED   | Damaris Egurrola     |     |
| 26    | MED   | Lindsey Horan        |     |
| 20    | DEL   | Delphine Cascarino   | 63' |
| 6     | DEL   | Melchie Dumornay     |     |
| 11    | DEL   | Kadidiatou Diani     |     |
| D. T. | D. T. | Sonia Bompastor      |     |

| 22 | Defensa   | Ona Batlle      | 66'   |
| 24 | Delantero | Esmee Brugts    | 85'   |
| 11 | Delantero | Alexia Putellas | 90+2' |
| 6  | Delantero | Claudia Pina    | 90+2' |

| 7  | Centrocampista | Amel Majri    | 63' |
| 27 | Delantero      | Vicki Becho   | 81' |
| 14 | Delantero      | Ada Hegerberg | 81' |

| 63' · 90+5' | Aitana Bonmatí Alexia Putellas | 1:0 2:0 |

| 90+6' | Alexia Putellas |

| 70' · 90+8' | Wendie Renard Christiane Endler |

| Principal  | Rebecca Welch    |
| Asistentes | Natalie Aspinall |
|            | Emily Carney     |
| Cuarto     | Ivana Martinčić  |

| VAR            | Stuart Attwell  |
| Asistentes VAR | Katrin Rafalski |
|                | Katalin Kulcsár |

|  |                    |     |     |
|  | Tiros              | 14  | 13  |
|  | Tiros a puerta     | 4   | 2   |
|  | Faltas             | 9   | 12  |
|  | Saques de esquina  | 1   | 5   |
|  | Fueras de juego    | 1   | 2   |
|  | Posesión del balón | 58% | 42% |

| Trofeo de la Liga de Campeones Femenina de la UEFA |
| Bandera de España                                  |
| Campeón F. C. Barcelona 3.° título                 |